# Northala Fields
Northala Fields (pol. Wzgórza Northala) – park położony w Northolt, w londyńskiej gminie London Borough of Ealing. Został otwarty w 2008 roku i składa się z czterech sztucznie usypanych wzgórz stojących obok drogi A40 (od zachodu), a także kilku jezior rybackich, dużego pola, placu zabaw dla dzieci i kawiarni. Park ma ponad 27 hektarów powierzchni

## Etymologia
Nazwa "Northala" pochodzi od dworu w Northall (Northolt), który został zapisany w Domesday Book w 1086 roku.

## Położenie
Znajduje się na dawnym terenie Royal Borough of Kensington Playing Fields po wydzierżawieniu w 1938 roku. Park otacza od wschodniej strony ulica Ealing Road (której nazwa została zmieniona na Kensington Road). Znajduje się w pobliżu starszego parku Rectory Park.

## Historia
Park powstał w ramach projektu Northolt and Greenford Country Park. Land art stworzył artysta Peter Fink oraz architekt Igor Marko. Wzgórza zostały zbudowane przy użyciu 1,5 miliona metrów sześciennych gruzu z rozbiórki pierwotnego stadionu Wembley, który został zamknięty w 2000 roku i zburzony w 2003. Koszt przedsięwzięcia wyniósł około 5,5 miliona funtów szterlinga. Został on skończony w 2007 roku; oficjalnie otworzony w 2008.

## Osiągnięcia
W 2009 roku była to największa w Europie sztuka ziemi. Miejsce pozostaje największym parkiem w Londynie.
Za stworzenie Northala Fields Igor Marko dostał nagrodę od Landscape Institute dla najlepszego projektu powyżej 5 hektarów powierzchni. Został także zwycięzcą Landscape Amenity 2009 za wybitne zaangażowanie we współpracę ze społecznością i angażowanie jej w realizację celów związanych z przestrzenią zieloną i finalistą World Architecture Award 2009.
Park został także odznaczony nagrodą Rosa Barba European Award of Landscape, Local Government Chronicle Awards, a także 3 lata z rzędu nagrodą Green Flag.